# Hổ Lâm
Hổ Lâm (tiếng Trung: 虎林; bính âm: Hǔlín) là một thành phố cấp huyện thuộc địa cấp thị Kê Tây, tỉnh Hắc Long Giang, Trung Quốc. Thành phố nằm bên bờ sông Mục Lăng và nằm gần hồ Hồ Khanka, về phía tây nam là sông Usuri, đây là biên giới tự nhiên giữa Trung Quốc với Nga. Các nông sản chính của thành phố là đỗ tương, gia súc, sữa, và các sản phẩm hữu cơ khác, và gỗ. Hổ Lâm có khí hậu lục địa gió mùa với một mùa đông dài, nhiệt độ rất thấp và khô và một mùa hè ấm và ẩm. Nhiệt độ trung bình cao trong ngày là khoảng −13,2 °C (8 °F) vào tháng 1 tới 26,4 °C (80 °F) vào tháng 7, và hơn 2/3 lượng mưa trong năm tập trung từ tháng 6 tới tháng 9.

### Trấn
| - Hổ Lâm (虎林镇) - Đông Phương Hồng (东方红镇) - Nghinh Xuân (迎春镇) - Hổ Đầu (虎头镇) | - Dương Cương (杨岗镇) - Trung Thành (忠诚镇) - Bảo Đông (宝东镇) |

### Hương
- Tiểu Mộc Hà (小木河乡)
- A Bắc (阿北乡)
- Vĩ Quang (伟光乡)
- Tân Lạc (新乐乡)